# Shūgetsu Tōkan

Landschaft

Shūgetsu Tōkan (japanisch 秋月 等観; geboren circa 1427 in der Provinz Satsuma; gestorben circa 1510) war ein japanischer Mönch-Maler.

## Leben und Wirken
Shūgetsu Tōkan war nach Aussagen von Kunsthistorikern der Edo-Zeit ursprünglich ein Samurai, der im Shimazu-Klan in Kagoshima diente, und dessen Nachname Taki oder Takagi (高城) war. Nachdem er Priester geworden war, besuchte er Sesshū in der Provinz Suō in dessen Klause „Unkokuan“ (雲谷庵) und wurde ein Schüler von ihm. 1490 erhielt er von Sesshū, 71 Jahre alt, ein Selbstporträt (Eine Kopie existiert und befindet sich in der Sammlung des „Fujita Art Museum“). 1492 kehrte er nach Satsuma zurück.
Später reiste Shūgetsu nach China, wobei er vielleicht der Route folgte, die Sesshū 1467 bis 1467 unternommen hatte. Er malte 1496 für das „Beijing Association Museum“ (北京会同館; Běijīng huìtóng guǎn) das Bild „Westsee“. Es befindet sich heute im Besitz des Kunstmuseums der Präfektur Ishikawa. Es wird gesagt, dass er im Alter von 70 Jahren starb, nachdem er nach Japan zurückgekehrt war.
Es ist eine beträchtliche Anzahl von Werken überliefert, die allesamt direkte Nachfolger des Sesshū-Stils sind. Die Werke zeichnen sich durch einen festen Pinselstrich und eine Betonung der Form aus. Es wird vermutet, dass sich unter Sesshūs Stellschirmen mit „Blumen-und-Vögel“-Darstellungen sich einige befinden, die von Shūgetsu stammen.

## Bilder

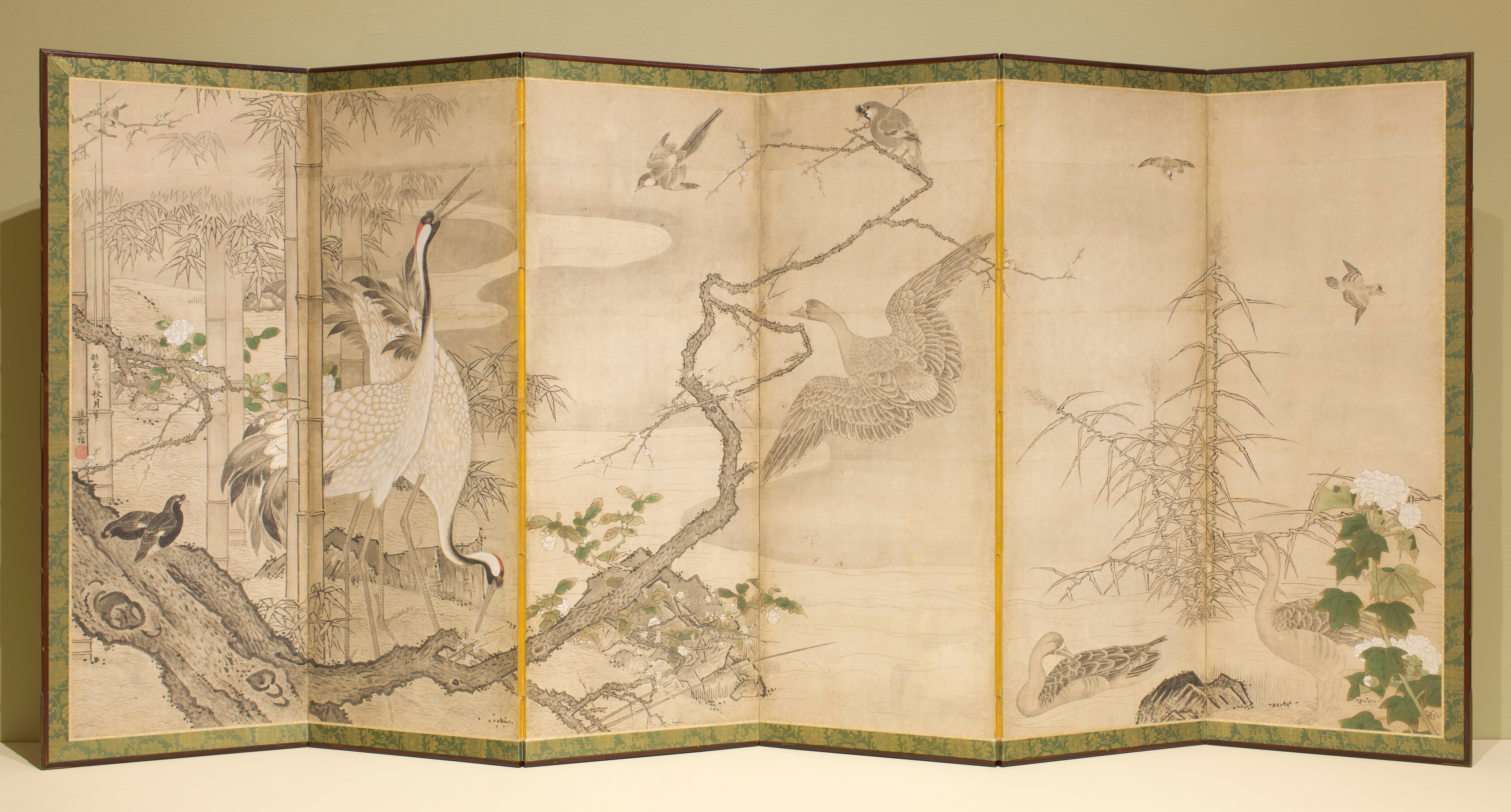
Vögel in der Landschaft, links
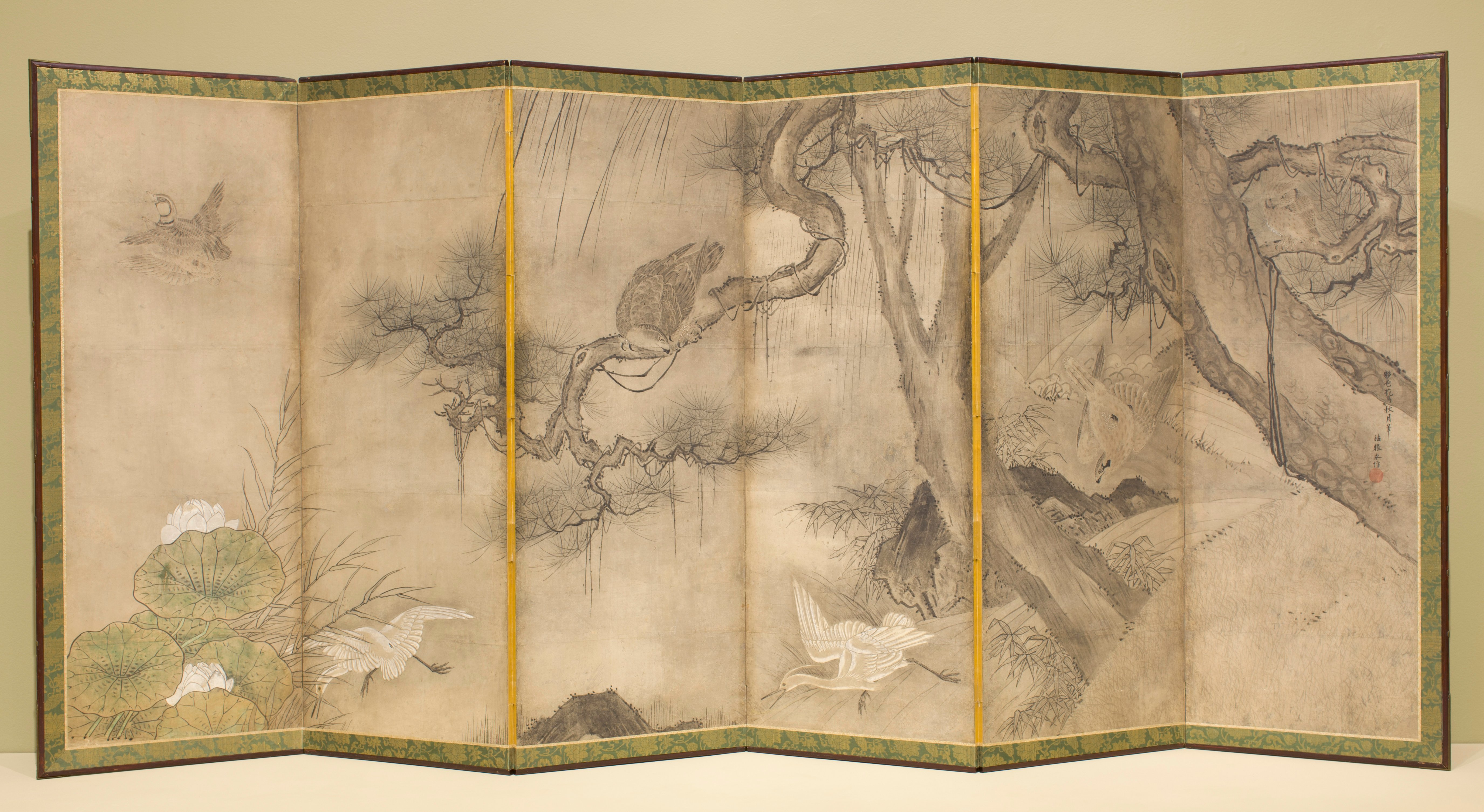
Vögel in der Landschaft, rechts
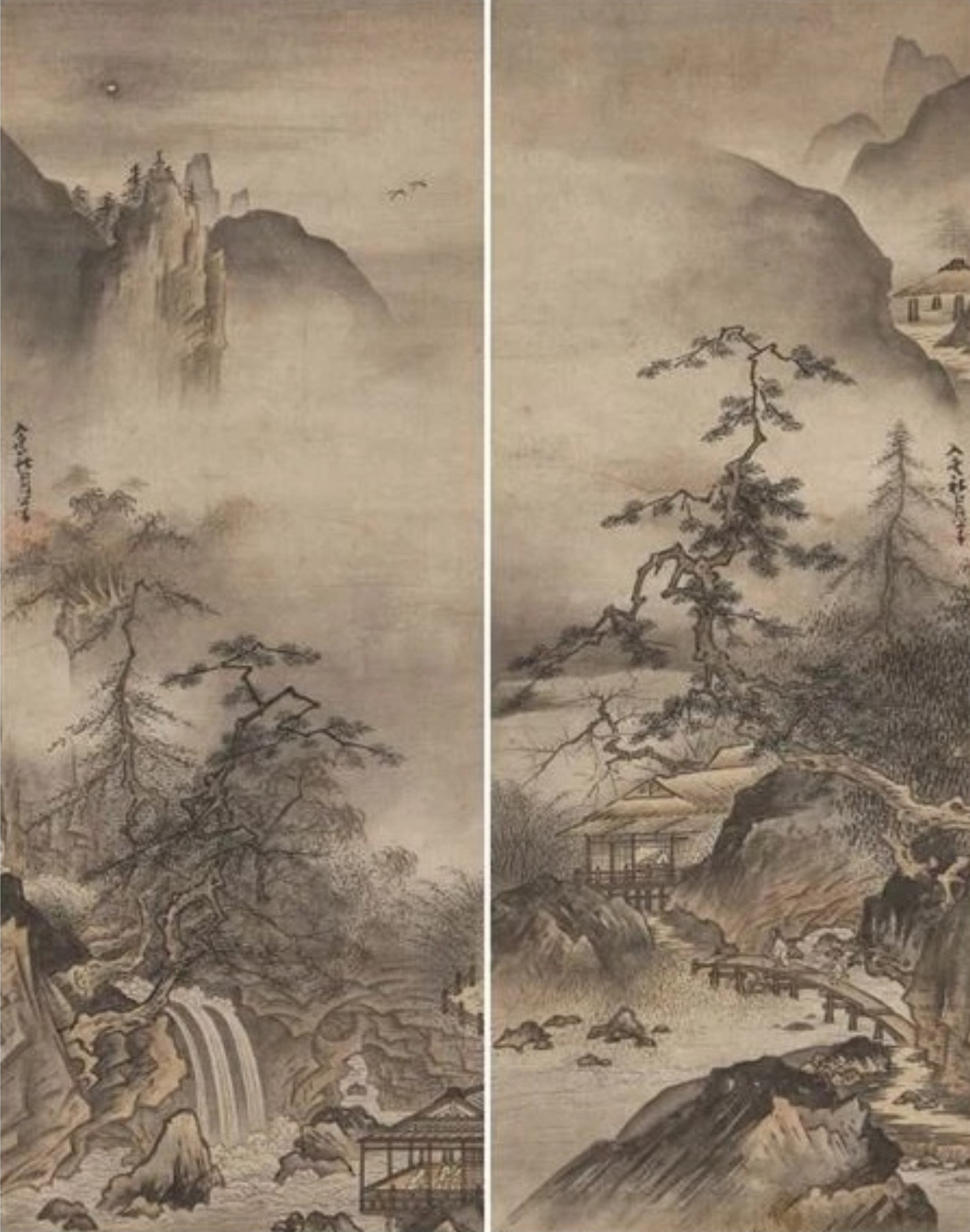
Landschaft, ein Paar Hängerollen